# قهرمان عجیب من
سریال قهرمان عجیب من (کره‌ای: 복수가 돌아왔다; لاتین‌نویسی اصلاح‌شده: Boksu-ga Dorawatda) یک مجموعهٔ تلویزیونی کره جنوبی سال ۲۰۱۸ با بازی یو سونگ-هو، جو بو-آه و کواک دونگ-یون است. این مجموعه از ۱۰ دسامبر تا ۴ فوریه ۲۰۱۸، روزهای دوشنبه و سه‌شنبه ساعت ۲۲:۰۰ (کی‌اس‌تی) از اس‌بی‌اس برای ۱۶ قسمت پخش شد.

## بازیگران

### اصلی
- یو سونگ-هو در نقش کانگ بوک-سو[۴]
- جو بو-آه در نقش سون سو-جونگ[۵]
- کواک دونگ-یون در نقش اوه سه-هو[۶]

## تولید
اولین جلسهٔ فیلمنامه خوانی در ۸ اکتبر ۲۰۱۸ در اس‌بی‌اس ایلسان پروداکشن استودیوز در گویانگ، استان گیونگ‌گی، کره جنوبی انجام شد.